# Actinopyga bannwarthi
Actinopyga bannwarthi is een zeekomkommer uit de familie Holothuriidae. De wetenschappelijke naam van de soort werd in 1944 gepubliceerd door Albert Panning.